# 1-Ethyl-3-methylimidazoliumethylsulfat
1-Ethyl-3-methylimidazoliumethylsulfat ist ein organisches Salz, das als viskose Flüssigkeit vorliegt. Die Raumtemperatur-ionische Flüssigkeit riecht süßlich.

## Gewinnung und Darstellung
1-Ethyl-3-methylimidazoliumethylsulfat kann in einer Quarternisierungsreaktion dargestellt werden. Dabei wird ein Ethylrest von Diethylsulfat auf 1-Methylimidazol übertragen.

## Eigenschaften
Das Salz besitzt eine elektrische Leitfähigkeit von 5,56 mS·cm−1 und ein elektrochemisches Fenster von 4,0 V.

## Verwendung
Die ionische Flüssigkeit kann zum Entfernen von Schwefel aus Kohlenwasserstoffen verwendet werden. Anwendungen als Lösungsmittel finden sich in radikalischen Polymerisationen oder elektrochemischen C-H-Aktivierungen. Außerdem ist 1-Ethyl-3-methylimidazoliumethylsulfat ein wichtiges Intermediat bei der Herstellung von halogenfreien und superreinen ionischen Flüssigkeiten. Für die Anwendung in einem Mondteleskop wurde die Abscheidung von Silber auf der ionischen Flüssigkeit untersucht.